# Cono de crecimiento neural

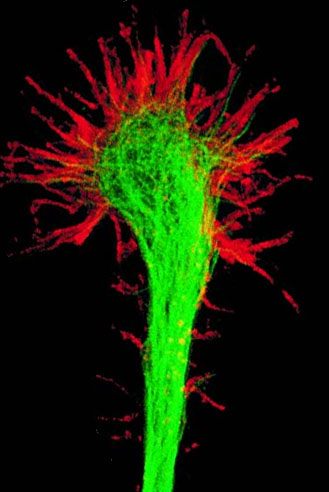
Cono neuronal. El dominio C (central) de microtúbulos (en verde).
El dominio P (periférico) de fibras de actina (en rojo). Inmunohistoquímica.

El cono de crecimiento neural o  axónico, (Axonal Growth Cone o GC en inglés) es una expansión cónica del extremo distal de las prolongaciones (neuritas) de las neuronas en desarrollo.

Descrito por primera vez por Cajal, constituye la extensión de un axón en desarrollo para conseguir una conexión sináptica adecuada, a lo largo de todo el sistema nervioso. El cono presenta receptores para distintas moléculas de guía, los morfógenos y las proteínas de la matriz extracelular, que les permiten integrar la información de señales ambientales. Su gran movilidad y capacidad de reorganizarse rápidamente, en respuesta a señales extracelulares, les permite dirigir a la neurona a su destino final.

## Características
El primero en describir las puntas de crecimiento de los axones, fue Ramón y Cajal en 1892, quien reconoció que los axones crecen de manera muy eficiente hacia sus objetivos finales.
“El cono de crecimiento puede ser considerado como una especie de garrote o ariete, dotado de una exquisita sensibilidad química, de rápidos movimientos ameboides, y de cierta fuerza impulsiva, gracias al que es capaz de avanzar y sortear los obstáculos que encuentra en su camino, forzando intersticios celulares hasta llegar a su destino”

Ramón y Cajal, (1909)
Cajal fue un firme defensor de que los axones encontrarían su camino en respuesta a las señales quimiotácticas.

El cono de crecimiento (GC) avanza a través del tejido mediante el movimiento ameboide, mientras sondea el microambiente extracelular con sus filopodios en busca de señales moleculares.
El cono GC es capaz de: detectar señales bioquímicas, mecánicas y topográficas  dentro de su entorno de crecimiento, y de «direccionar» el crecimiento axonal a distancias relativamente largas de cientos de micras (μm), con una precisión notable.
Las señales químicas atractivas y repulsivas incluyen: moléculas de superficie celular, moléculas de la matriz extracelular y moléculas fototrópicas.

Los estímulos físicos presentes en el entorno extracelular son: fuerzas externas, campos eléctricos, y las propiedades físicas del sustrato, como la rigidez, la textura y la topografía).

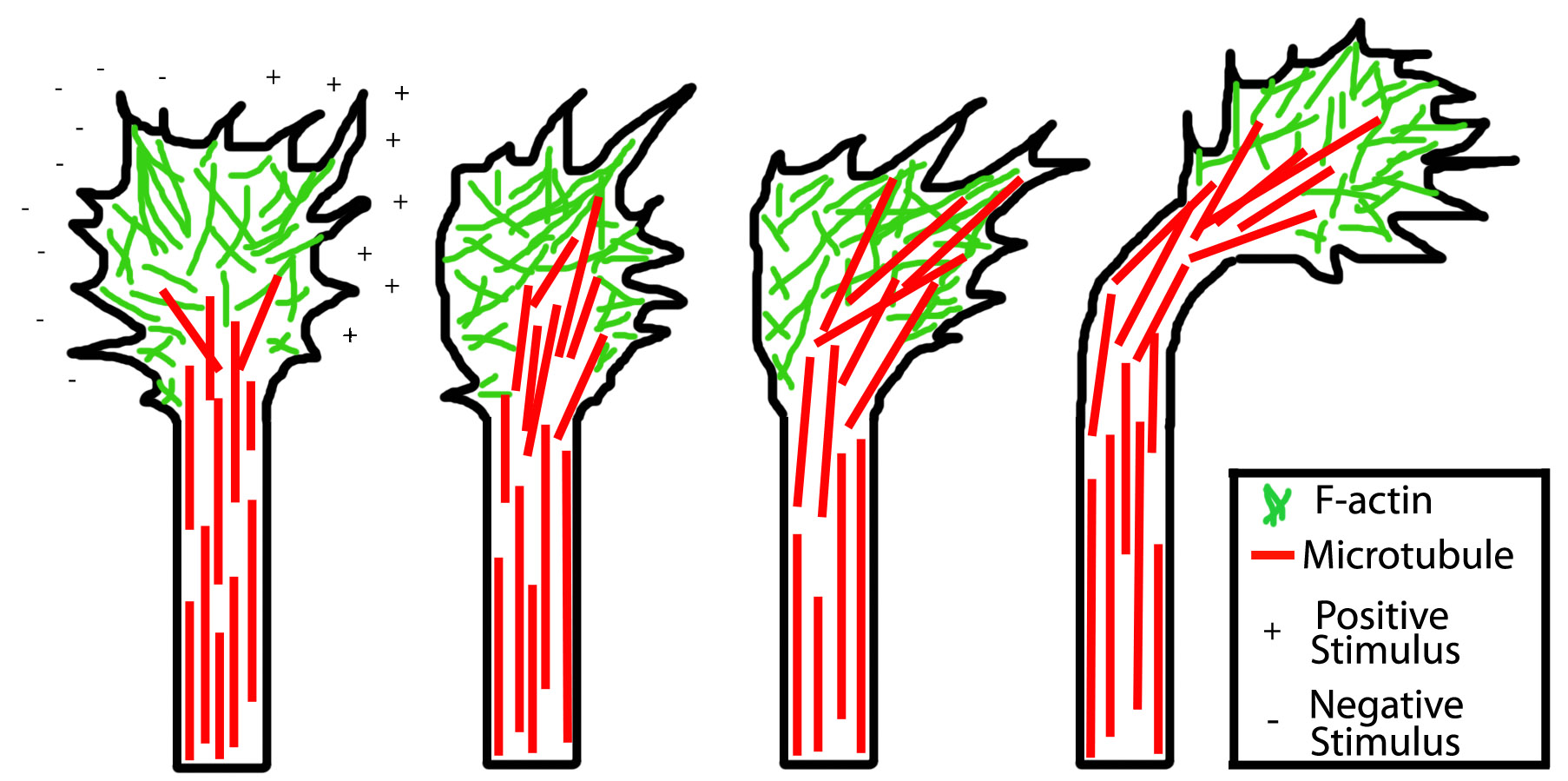
Modelo de crecimiento del cono mediado por señal de guía del axón.

El crecimiento, la retracción, el giro y la ramificación, de los conos GC, está regulada por la reorganización dinámica de los filamentos de actina y los microtúbulos, que están vinculados a receptores de moléculas de guía.

## Estructura
El cono de crecimiento axonal GC, tiene tres sectores principales:
- El núcleo central o dominio central (dominio-C), rico en microtúbulos, mitocondrias y otros orgánulos.
- El dominio de transición (dominio-T).
- El cuerpo o dominio periférico (dominio-P), del que salen las prolongaciones citoplasmáticas. Los filopodios, prolongaciones finas en la expansión terminal del extremo axónico, que se forman y desaparecen rápidamente y entre los cuales se encuentran los lamelipodios, que son expansiones laminares.

La estructura externa del cono de crecimiento está determinada por la organización del citoesqueleto. Los microtúbulos en el (dominio-C) se extienden a lo largo del axón hasta el cuerpo de la neurona (soma), y una de sus funciones es proporcionar una vía rápida para el transporte de material hasta la zona de crecimiento en la periferia (dominio-P).

Los filamentos de actina en el (dominio-P) se encuentran en alta concentración en los filopodios, con sus extremos de crecimiento rápido dirigidos hacia la punta. La extensión y el acortamiento de estos filamentos, modulan cambios en la forma del cono de crecimiento GC y en el recorrido del axón a través de los tejidos en desarrollo.

## Mecanismos

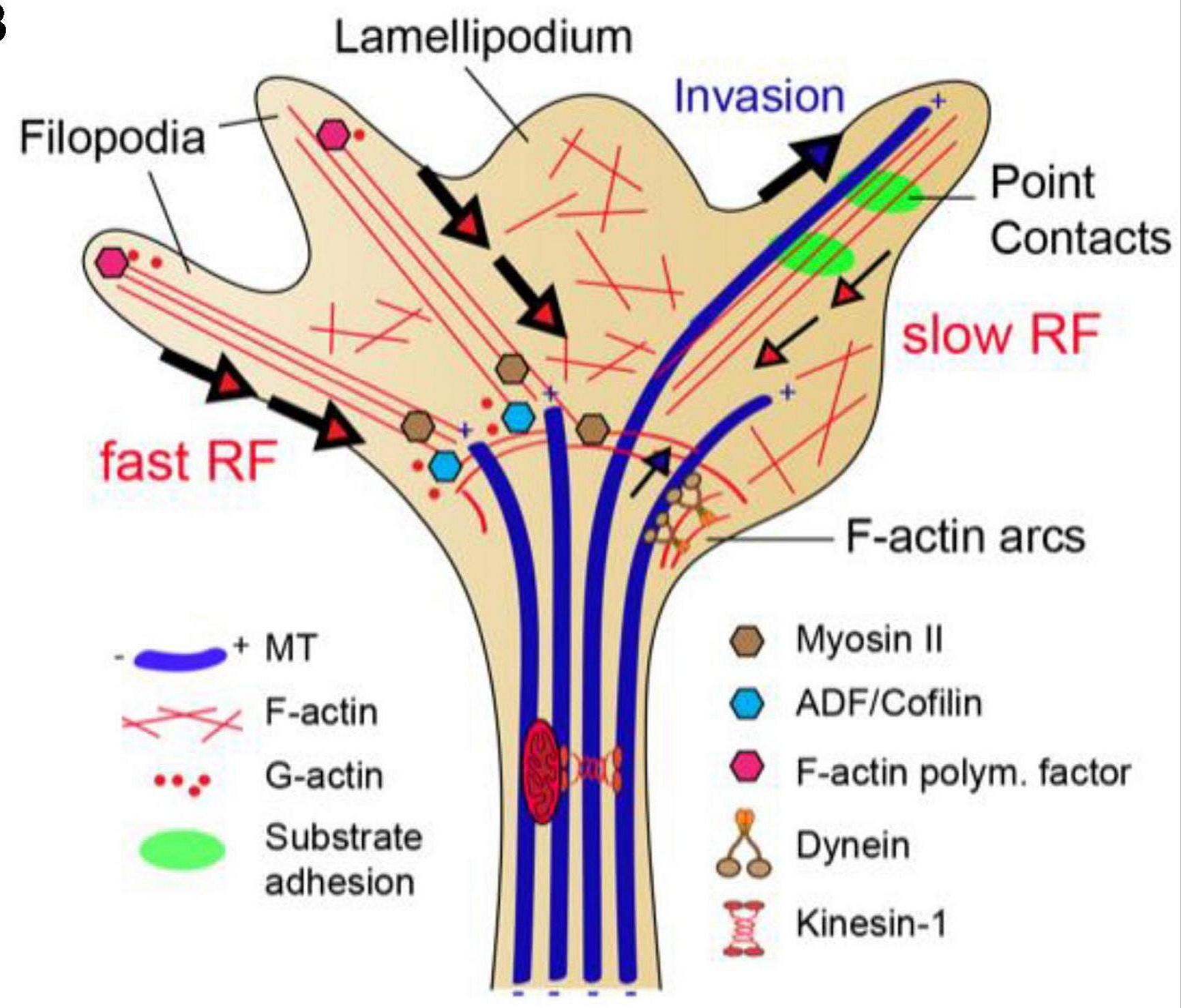
Protrusión y dirección del cono de crecimiento.
Microtúbulos en azul. Filamentos de actina en rojo.

El extremo del axón avanza por elongación y contracción de filopodios conocidos como microespinas. Estas están formadas por microfilamentos de actina y microtúbulos que se orientan de forma paralela al eje longitudinal del axón y que rastrean dinámicamente el espacio cercano en busca de las señales enviando la información obtenida de vuelta al cuerpo celular.

Una de las teorías que explican el avance del cono axónico propone que justo en el frente de avance ocurre la polimerización de la actina y empuja hacia delante. Después la actina polimerizada se retira hacia el centro del cono, con ayuda de miosina. Los monómeros generados por la despolimerización en la parte trasera se dirigen hacia la parte delantera polimerizando de nuevo en el frente.

La polimerización de estas estructuras provoca el avance del filopodio junto con la extensión de la membrana plasmática debido a la fusión de vesículas. Las neuronas se adhieren al sustrato extracelular a través de integrinas y arrastran al resto de la neurita al producirse la despolimerización y el acortamiento de los filamentos de actina.